# Таишево (Мечетлинский район)
Таи́шево (баш. Тайыш) — деревня в Мечетлинском районе Башкортостана, входит в состав Юнусовского сельсовета.

## Население
| 1939 | 1959 | 1970 | 1979 | 1989 | 2002 | 2009 |
| ---- | ---- | ---- | ---- | ---- | ---- | ---- |
| 390  | ↗397 | ↗544 | ↘404 | ↘309 | ↗328 | ↗335 |
| 2010 |      |      |      |      |      |      |
| ↗343 |      |      |      |      |      |      |

## Географическое положение
Расстояние до:
- районного центра (Большеустьикинское): 34 км,
- центра сельсовета (Юнусово): 11 км,
- ближайшей ж/д станции (Сулея): 160 км.

## Религия
В деревне есть мечеть.

## Известные уроженцы
- Валеев, Ильяс Иштуганович (род. 25 января 1949) — доктор педагогических наук, профессор (1999), профессор (2010)[7][8].
- Ганиев Мидхат Рафкатович — строитель. Заслуженный строитель Республики Башкортостан (1995).
- Миндибаев Радик Абдулхаевич — доктор сельскохозяйственных наук.